# Simplifly Deccan
Simplifly Deccan, fino all'ottobre 2007 nota come Air Deccan, era una compagnia aerea a basso costo indiana.
Fondata il 25 agosto 2003 come Air Deccan, è stata la prima compagnia aerea a basso costo del paese asiatico. Aveva la sua sede centrale a Bangalore e collegava 64 città dell'India con 350 tratte.
Dopo l'acquisto da parte di Kingfisher Airlines nel 2007, la compagnia cambiò nome in Simplifly Deccan e venne assorbita completamente nella prima il 29 agosto 2008.

## Flotta
La flotta Simplifly Deccan a settembre 2007 era composta dai seguenti aeromobili: